# 鳥栖市立鳥栖西中学校
鳥栖市立鳥栖西中学校（とすしりつ とすにしちゅうがっこう）は、佐賀県鳥栖市蔵上町にある公立中学校。

## 概要
歴史
1968年（昭和43年）に鳥栖市立中学校2校（麓・旭）の統合により開校。2023年（令和5年）に創立55周年を迎えた。
校是
「立志、誠実、友愛」
校章
「西」と「中」の文字を組み合わせたデザインとなっている。
校歌
1953年（昭和28年）制定。作詞は古賀哲、作曲は陶山聡による。歌詞は3番まであり、各番の歌詞中に校名の「鳥栖西中」が登場する。
通学区域と小中一貫教育
鳥栖市では、2013年（平成25年）度より、市立小中学校全校で連携型の小中一貫教育を行っている。
通学区域は以下の通りで、以下の小学校2校との間で小中一貫教育を行っている。
- 鳥栖市立麓小学校区（蔵上町（行政区が布津原町の地域を除く）、蔵上養父町（28番地1～62番地8、467番地1～505番地を除く）、立石町（字桟敷1番地～96番地のうちJR九州長崎本線の南側を除く）山浦町、原古賀町、平田町、牛原町（529～562番地を除く）山都町、桜ヶ丘町）
- 鳥栖市立旭小学校区（江島町、村田町、西新町、儀徳町、西田町、幸津町、前田町、三島町、下野町、あさひ新町、立石町の一部（字桟敷1～96番地のうちJR九州長崎本線の南側））

## 沿革
旧・麓中学校
- 1947年（昭和22年）
  - 4月1日 - 学制改革が行われる。
    - 麓村国民学校の初等科が「麓村立麓小学校」（6年制）に改組・改称。
    - 麓村国民学校の高等科が青年学校普通科とともに、新制中学校「麓村立麓中学校」（3年制）に改組・改称。当初、小学校に併設される。

  - 5月3日 - 開校式を挙行。
- 1948年（昭和23年）3月31日 - 青年学校が廃止される。
- 1954年（昭和29年）4月1日 - 町村合併・市制施行により、「鳥栖市立麓中学校」に改称。
- 1968年（昭和43年）3月31日 - 統合により閉校。ただし、統合校舎完成までの間、「鳥栖市立鳥栖西中学校 北校舎」として存続。

旧・旭中学校
- 1947年（昭和22年）
  - 4月1日 - 学制改革が行われる。
    - 旭村国民学校の初等科が「旭村立旭小学校」（6年制）に改組・改称。
    - 旭村国民学校の高等科が青年学校普通科とともに、新制中学校「旭村立旭中学校」（3年制）に改組・改称。当初、小学校に併設される。

  - 5月3日 - 開校式を挙行。
- 1948年（昭和23年）3月31日 - 青年学校が廃止される。
- 1954年（昭和29年）4月1日 - 町村合併・市制施行により、「鳥栖市立旭中学校」に改称。
- 1968年（昭和43年）3月31日 - 統合により閉校。ただし、統合校舎完成までの間、「鳥栖市立鳥栖西中学校 南校舎」として存続。

統合・鳥栖西中学校
- 1968年（昭和43年）4月1日 - 上記中学校2校が統合の上、「鳥栖市立鳥栖西中学校」（現校名）が創立。
  - 統合校舎が完成するまでの間、旧・麓中学校を「北校舎」、旧・旭中学校を「南校舎」として分散授業を継続。
- 1969年（昭和44年）
  - 6月 - 普通教室が完成。
  - 8月 - 運動場の整備が完了。
  - 11月 - 特別教室が完成。
- 1970年（昭和45年）3月 - 統合校舎への移転を完了。北校舎（旧麓中）と南校舎（旧旭中）を廃止の上、両小学校（麓小・旭小）に校舎を移管。
- 1971年（昭和46年）2月 - 校歌を制定。
- 1973年（昭和48年）3月 - プールが完成。
- 2004年（平成16年）11月 - 運動場を改修の上、テニスコート、バックネット等を新設。
- 2006年（平成18年）7月 - 給食室を増設。
- 2008年（平成20年）
  - 11月 - 校舎の耐震工事が完了。
  - 12月 - 体育館の改修工事が完了。
- 2010年（平成22年）3月 - 太陽光パネルを設置。
- 2017年（平成29年）11月 - 創立50周年記念式典を挙行。
- 2019年（平成31年）2月 - 管理棟の大規模改修工事を完了。

## 交通
最寄りの鉄道駅
- JR九州 九州新幹線・長崎本線「新鳥栖駅」

最寄りの幹線道路
- 福岡県道・佐賀県道17号久留米基山筑紫野線 「四本松」交差点
- 佐賀県道348号新鳥栖停車場線

## 周辺
- 鳥栖市学校給食センター
- しんとすげんき保育園
- 鳥栖市陸上競技場
- 鳥栖警察署鳥栖西交番
- 安良川

## 参考資料
- 「鳥栖市史」（1982年（昭和57年）5月, 鳥栖市）